# Thelocactus rinconensis

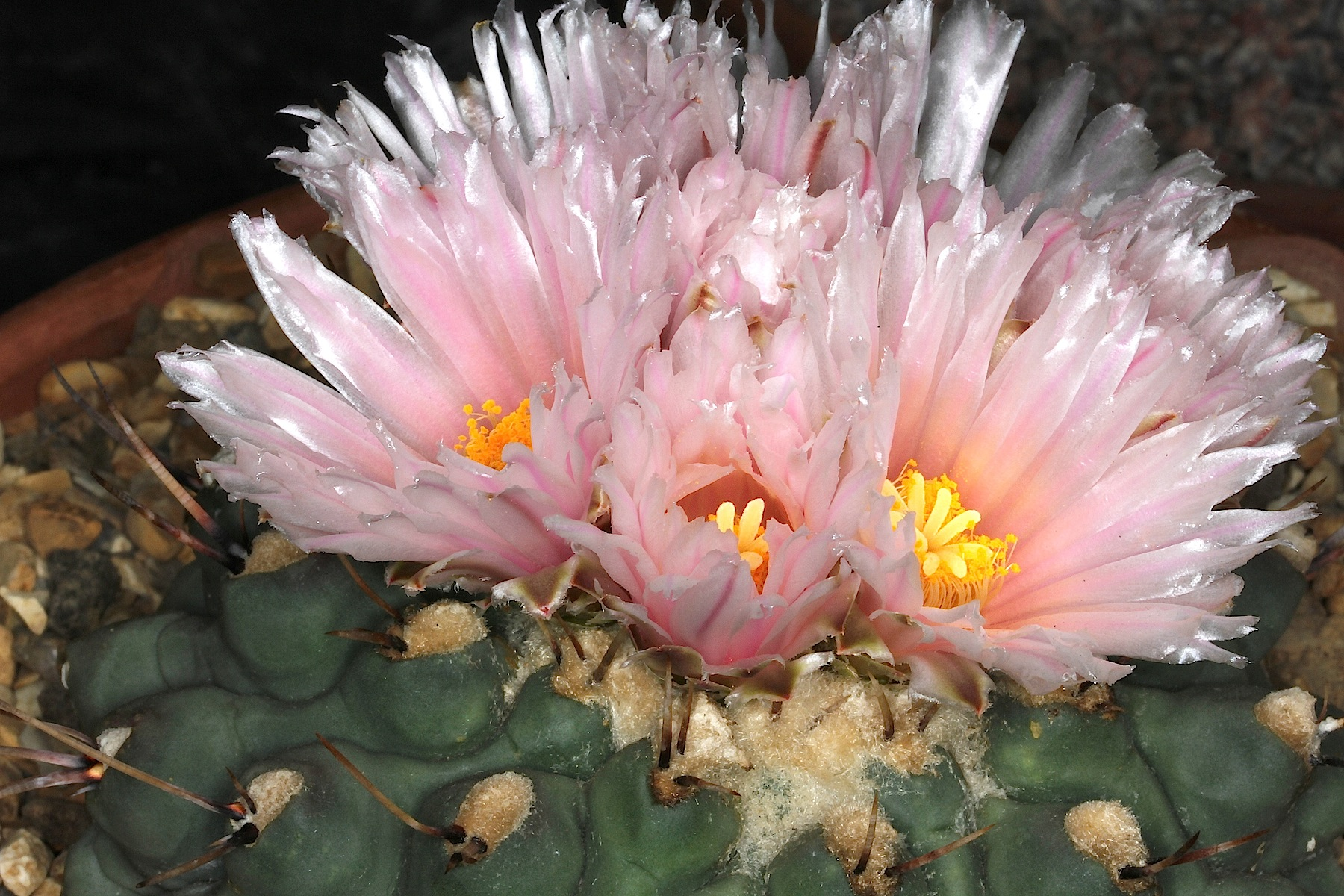
Typische Blüte

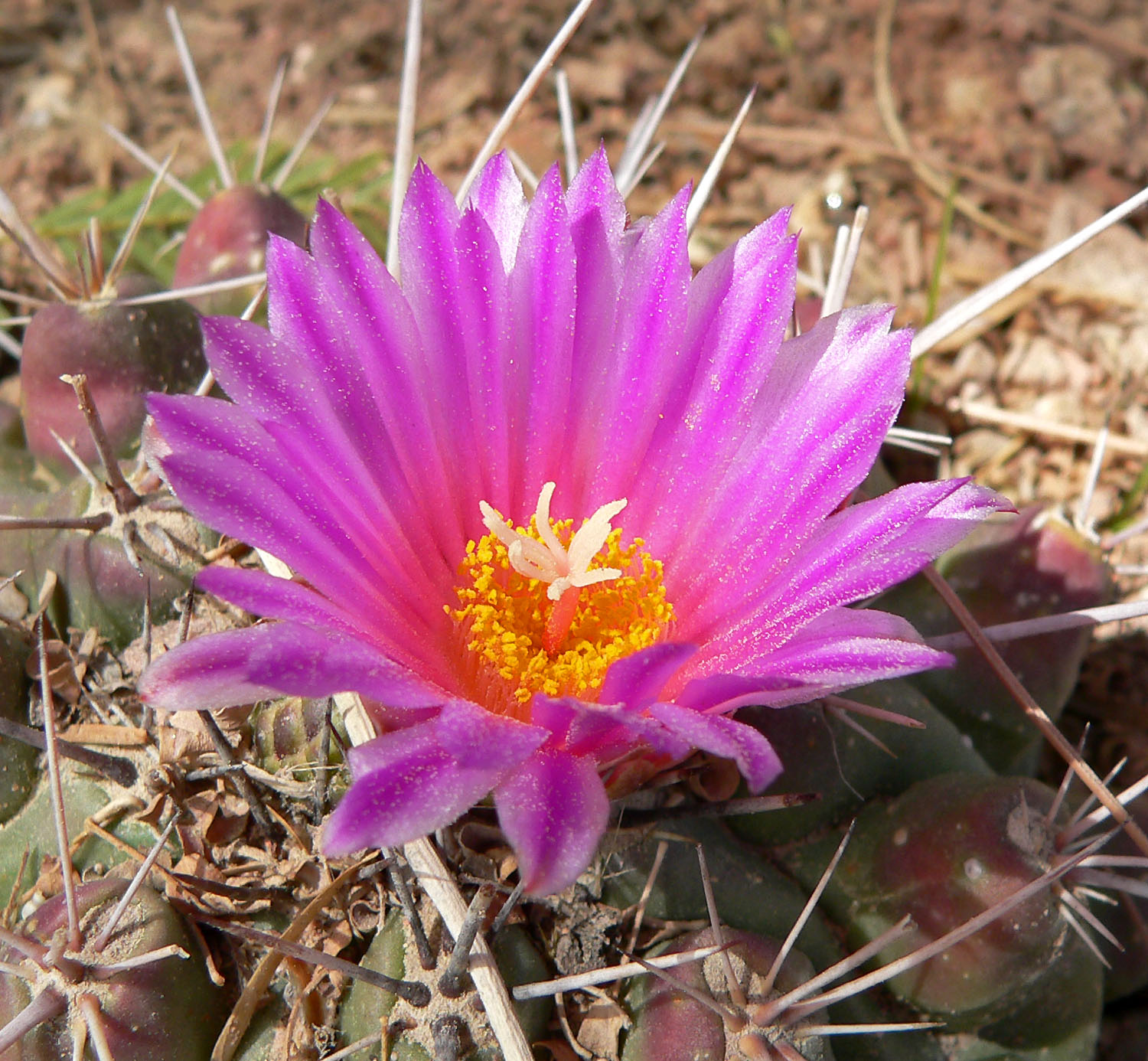
Blüte

Thelocactus rinconensis ist eine Pflanzenart aus der Gattung Thelocactus in der Familie der Kakteengewächse (Cactaceae). Das Artepitheton rinconensis verweist auf das Vorkommen der Art beim Ort La Rinconada im mexikanischen Bundesstaat Nuevo León.

## Beschreibung
Thelocactus rinconensis wächst stets einzeln kugelförmig niedergedrückt. Der grau-grüne Körper ist 6 bis 8 Zentimeter hoch und hat 12 bis 20 Zentimeter Durchmesser, ist am Scheitel höckrig und mit spärlichem Wollfilz bekleidet. Die bis zu 20 Rippen sind dick und höckerig aufgelöst. Die Tuberkel sind konisch, kantig, gerade oder schief gestutzt. Die Areolen sind 2 bis 2,5 Zentimeter voneinander entfernt, kreisförmig oder elliptisch und mit weißem Wollfilz bekleidet. Randdornen fehlen bei der Nominatform vollständig. Die Anzahl und die Farbe der Dornen variiert sehr häufig. Die 3 bis 4 Mitteldornen sind 6 bis 8 Zentimeter lang, nadelförmig, pfriemlich und ockergelb bis gräulich gefärbt.
Die Blüten sind groß, weit ausgebreitet, 4 bis 7 Zentimeter lang und breit. Die Blütenfarbe variiert zwischen weiß, gelblich bis violettrosa.

## Verbreitung, Systematik und Gefährdung
Thelocactus rinconensis wächst auf Kalksteinhügeln in den mexikanischen Bundesstaaten Coahuila und Nuevo León in sehr kleinen Populationen auf beschränkten Arealen.
Die Erstbeschreibung als Echinocactus rinconensis erfolgte 1855 durch Heinrich Poselger. Nathaniel Lord Britton und Joseph Nelson Rose stellten die Art 1923 in die Gattung Thelocactus. Weitere nomenklatorische Synonyme sind Echinocactus rinconensis Poselg. ex C.F.Först. (1885) und Thelocactus lophothele subsp. rinconensis (Poselg.) Matusz. (2011).
In der Roten Liste gefährdeter Arten der IUCN wird die Art als „Least Concern (LC)“, d. h. als nicht gefährdet geführt.

## Nachweise